# レオポルド2世 (ベルギー王)
レオポルド2世（フランス語: Léopold II、1835年4月9日 - 1909年12月17日）は、第2代ベルギー国王（在位：1865年 - 1909年）。
初代ベルギー国王レオポルド1世の王太子として生まれ、1865年に父王の崩御に伴い即位。レオポルド2世の在位中、1884年までは自由党、それ以降はカトリック党が政権を担当していた。ベルギー経済は父王の代から引き続いて急速に成長を遂げたが、労働者階級の社会不安も増加。在位後半にはベルギー労働党が台頭したことで様々な社会改革が行われた。
即位前から植民地獲得に強い関心を持ち、他の列強の支配が及んでいないコンゴに目を付け、コンゴ国際協会を創設して探検を支援。先住民の部族長と協定を結ぶなどコンゴ支配の既成事実化を進めた。その結果、1884年のベルリン会議にてコンゴを私有地として統治することを列強から認められた（コンゴ自由国）。
コンゴにおける治世の初期は、鉄道敷設やアラブ人奴隷商人による奴隷狩りから黒人を守るなど、コンゴの近代化に努める面もあったが、先住民を酷使して天然ゴムの生産増を図り、イギリスなどから先住民に対する残虐行為を批判され、1908年にはコンゴをベルギー国家へ委譲することを余儀なくされた（王の私領からベルギー植民地への転換）。
1909年に崩御。嫡出子の男子がなく、甥のアルベール1世が王位を継いだ。

## 生涯

### 王太子時代

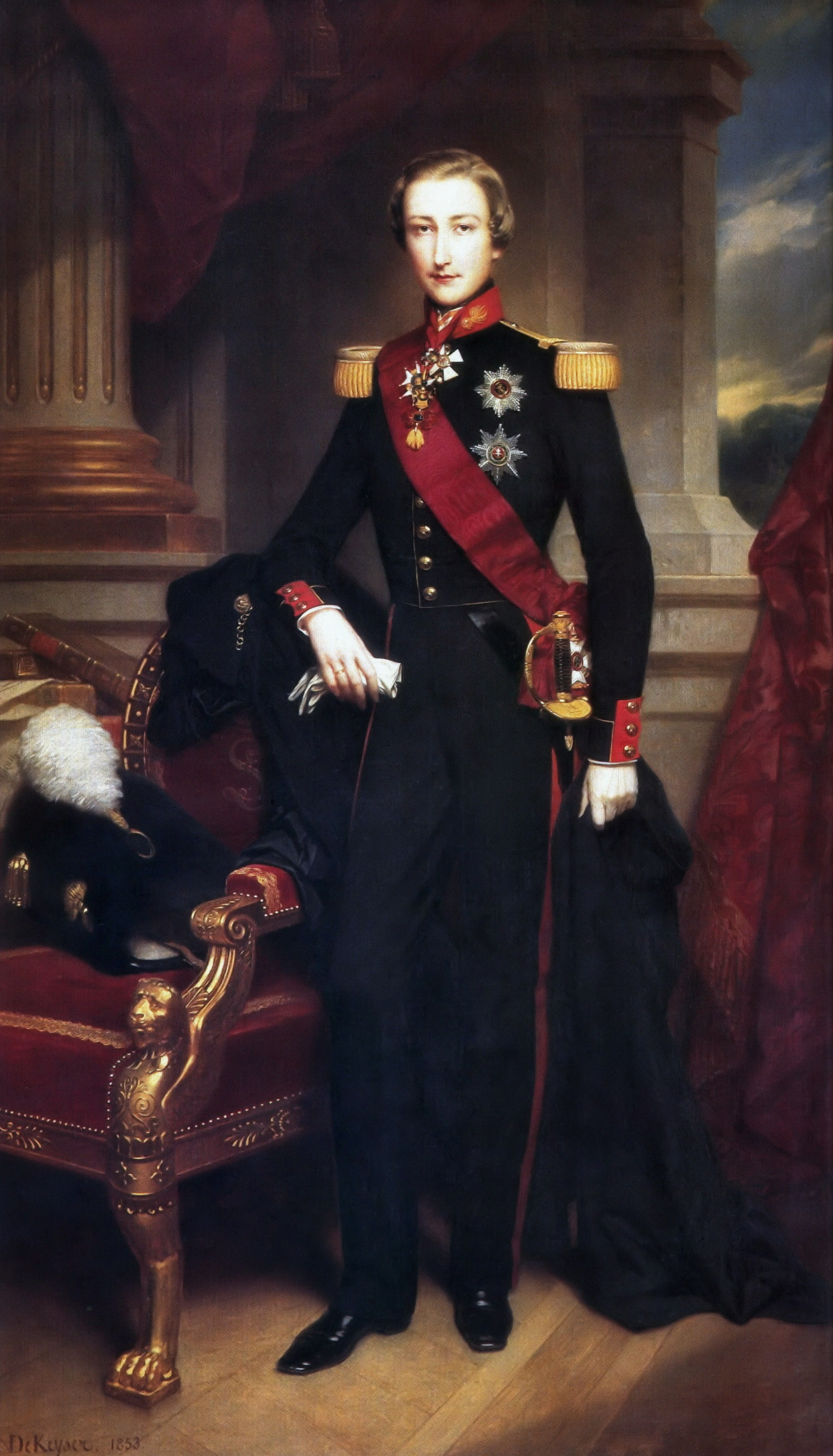
1853年のレオポルド王太子を描いたニケーズ・ド・カイセルの絵画

1835年4月9日にベルギー王国の首都ブリュッセルに初代ベルギー王レオポルド1世とその妃ルイーズ＝マリー・ドルレアン（フランス王ルイ＝フィリップ1世の娘）の間の次男として生まれる。兄ルイ＝フィリップは前年に夭折していたため、王太子となった。
弟にフィリップ王子（フランドル伯）、妹にシャルロット王女（メキシコ皇帝マクシミリアーノ1世皇后）がいる。また、イギリス女王ヴィクトリアは従姉、イギリス王配アルバートとポルトガル王フェルナンド2世は従兄である。
9歳のときにブラバント公に叙された（以降ベルギーの王位継承者に与えられる爵位となる）。
1853年8月にオーストリア大公・ハンガリー副王ヨーゼフ・アントンの娘マリー＝アンリエット・ド・アブスブール＝ロレーヌと結婚、彼女との間に3人の女子と1人の男子を儲けたが、男子レオポルドは9歳にして夭折している。当時のベルギーは女子の王位継承を認めていなかったので、長男レオポルドの薨去とともに直系の王位継承者を失った。
1855年に上院議員となり、政界入りした。
ベルギーは1830年にオランダから独立したばかりの新興国であったが、父王レオポルド1世の立憲君主の枠を越えた強力な指導の下に、他の国に先駆けて1836年に鉄道を完成させ、飛躍的な経済発展を遂げていた。それでも国土が狭く人口も少ないベルギーは、ヨーロッパの中では小国にすぎなかったが、レオポルド王太子はいつまでもベルギーをその立場に甘んじさせるつもりはなかった。隣国オランダがコーヒーブームに乗って植民地ジャワから莫大な利益を吸い上げているのを見て、ベルギーにも植民地が不可欠であると確信するようになったという。
植民地を物色するために中近東や北アフリカ、セイロン島、清などを旅行してまわった。帰国後、上院において植民地獲得を熱心に訴えたが、植民地に関心を持つ上院議員はあまりいなかったという。グアテマラ植民地化の失敗以来、ベルギー国民も議会も帝国主義政策を支持していなかったのである。
それでも王太子の植民地への熱意は消えず、1860年には「外に向かって膨張すべき時期が来ている。もはや最良の条件 ―我が国より冒険的な国々によってすでに奪われてしまった― を待っているべき時ではない。」と語っている。ベルギーが植民地化できる可能性のある場所を手当たり次第に物色し、1865年には「清か日本への遠征が成功すればベルギーは巨大な帝国となるだろう。人間が同じ人間を搾取することは許されないが、ヨーロッパの出現を東洋が救済と考えないと誰が言えるだろうか」と語り、極東の植民地化にも関心を示している。
- 幼少期のレオポルド王太子
- ベルギー王室一家。左からレオポルド王太子、父王レオポルド1世、妹シャルロッテ王女、母ルイーズ・マリー、弟フィリップ王子
- 1860年頃に作られた口髭のみで顎鬚を生やしていない頃のレオポルド王太子の胸像。

### 即位

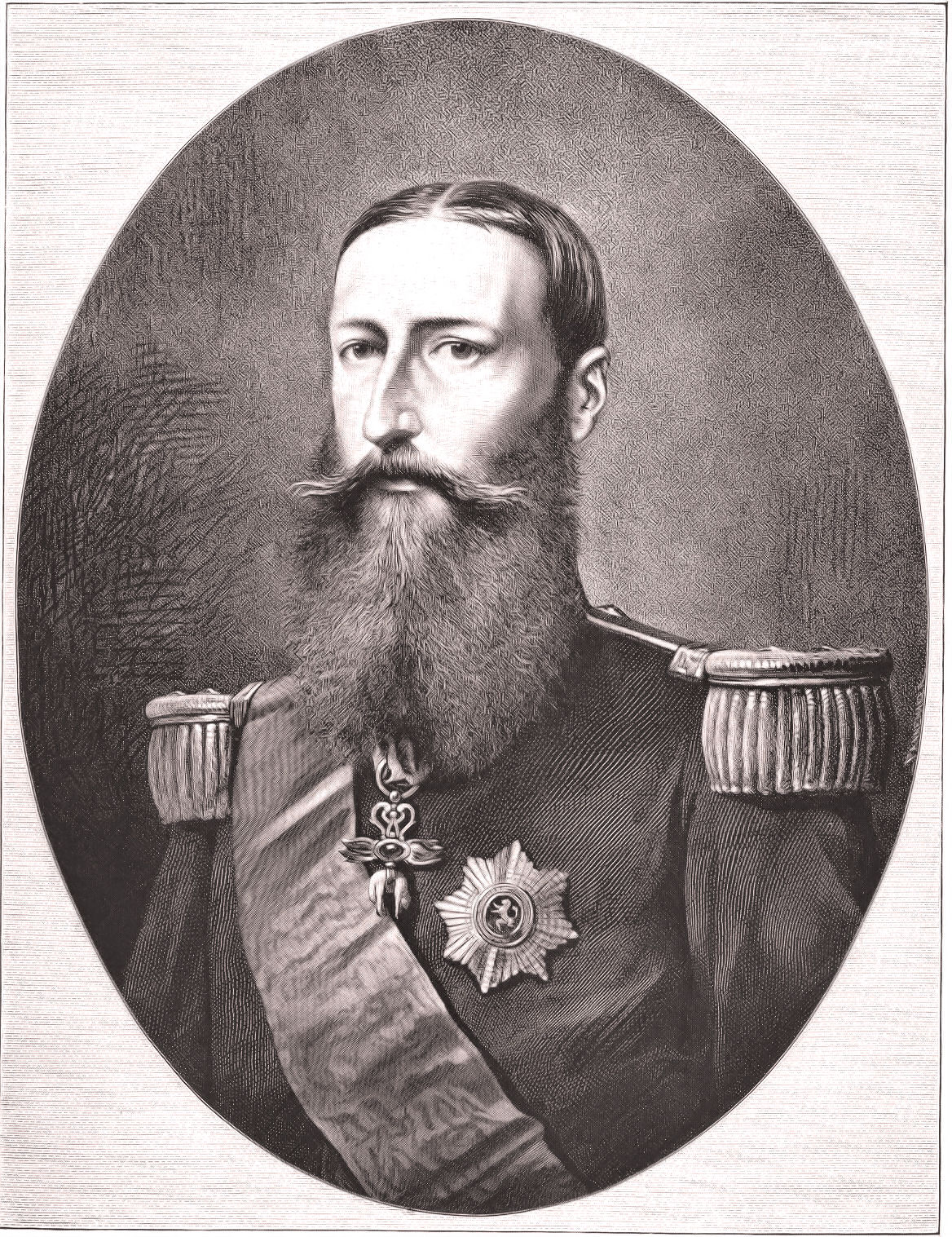
中年期のレオポルド2世

父王レオポルド1世が1865年12月10日に崩御したのに伴い、17日にレオポルド2世としてベルギー国王に即位した。以降1909年12月17日の崩御まで在位した。

### 内政
1857年より政権を担っている自由主義政党自由党は、学校教育の無宗教化を支援するフムベーク法を1879年に可決させた。野党カトリック党はこれに激しく反発し、しまいには教皇領がベルギーとの国交を断絶する騒ぎにまで発展した。レオポルド2世は宗教論争に巻き込まれないようこの問題については超然とした態度をとっていた。
フムベーク法をめぐる対立の激化や自由貿易主義に対する農民の反発、軍拡・教育改革に伴う負担増への批判などから、結局1884年の選挙において自由党は大敗し、カトリック党が政権を掌握したため（以降第一次世界大戦の挙国一致内閣まで同党が単独で政権を掌握）、フムベーク法は改正されて宗教教育が復活した。
経済はレオポルド1世の治世から引き続いて飛躍的な成長を続いていた。19世紀後半のベルギーは、農業の収益率においてヨーロッパ随一であり、また鉄道の密度は世界一を誇っていた。石炭産出、鉄鋼生産も急上昇していた。不況などものともせず、英仏などと通商条約を結んで自由貿易を推進した。経済についてのみいうならばベルギーはすでに経済大国と化していた。
しかし急速な経済成長に伴う小経営から大規模工場制への転換によって、労働者階級の環境は悪化していった。そうした国民の社会不安を背景に1885年には社会主義や社会民主主義の派閥などが統一されてベルギー労働党が結成され、同党が影響力を拡大させるようになった。1886年にはリエージュやシャルルロワでの労働者のストライキが暴動に発展し、軍隊が投入される騒ぎとなった。
こうした社会情勢から秩序を回復するためにカトリック政府も譲歩を余儀なくされ、労働者保護政策が打ち出された。1887年に給料の現物支給が禁止され、1889年には女性や児童の労働が制限された。1900年には老齢年金の制度が導入され、1905年には日曜日労働が禁止されている。また労働党の組織した労働組合によるゼネストの圧力で1893年には男子普通選挙法が制定されるに至っている。
1902年には王妃マリー・アンリエットに先立たれた。
崩御の3日前の1909年12月14日には新しい兵役法に署名した。不公正と批判されていたこれまでのくじ引きの徴兵制を改め、一家族につき一人を兵隊に出すことを義務化した。
- 顎鬚を生やしたレオポルド2世の胸像
- 老年のレオポルド2世

### コンゴ獲得

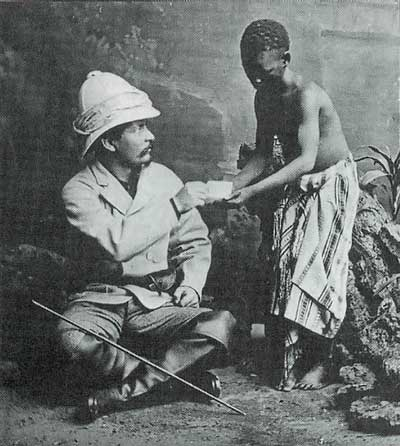
コンゴ探検家ヘンリー・スタンリーと先住民の少年

レオポルド2世は即位するや上院で植民地獲得の必要性を訴え、フィリピン、モザンビーク、ボルネオ、清、モロッコ、エチオピアなどの植民地化を狙って策動したが、先に手を付けている列強に阻止されて失敗が続いた。そんな中、中部アフリカのコンゴに植民地獲得のチャンスを見出すようになった。コンゴは天然ゴム、象牙、ダイヤモンド、金、銀、銅など魅力的な資源が数多くあるにもかかわらず、ヨーロッパ人の「発見」が遅れたことから、未だ列強の手がほとんど付けられていない「空白地帯」だった。
レオポルド2世は1876年9月にアフリカ探検と「文明化」について話し合う会議をブリュッセルで開催した。その会議でコンゴ探検を支援する「国際アフリカ協会」の創設を決議し、レオポルド2世自らがその執行委員会委員長に就任した。1879年には上コンゴ研究委員会へ、さらに1882年にはコンゴ国際協会へと改組した。「国際」と名付けられているが、実質的にはレオポルド2世の私的機関も同然であった。
イギリスでパトロンを見つけられなかった探検家ヘンリー・スタンリーのパトロンとなり、1879年から1883年にかけてスタンリーにコンゴ川流域を探検させ、そこに数々の中継地を作らせるとともに、先住民部族の部族長たちと独占的な貿易協定を締結した。
レオポルド2世の積極的なコンゴ植民地化政策を警戒したポルトガルは、15世紀にコンゴ王国と関係を持って以来のポルトガルの権利であるとしてコンゴ川河口周辺の主権を主張するようになり、イギリスがポルトガルの立場を支持した。一方、植民地問題で英仏を対立させようと目論むドイツ帝国宰相オットー・フォン・ビスマルクは、フランスと結託してレオポルド2世の立場を支持した。
コンゴをめぐってヨーロッパ諸国の対立が深まる中、1884年、利害関係調整のためにビスマルクの主催で欧米14カ国によるベルリン会議が開催された。コンゴに中立の立場をとらせること、門戸を開放してコンゴを自由貿易の地にすることを条件としてコンゴがレオポルド2世の個人的私有地であることが認められた。

### コンゴ統治

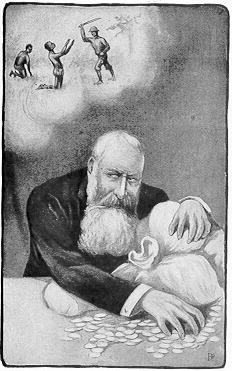
手を切り落とされるコンゴ人を尻目にコンゴで儲けるレオポルド2世を批判した風刺画

こうしてつくられたのがレオポルド2世の私領「コンゴ自由国」であった。ベルギー議会は相変わらず植民地支配に関心がなく「コンゴ統治はベルギー国家とは関係なく、レオポルド2世の私的行為として行われているのであるから、ベルギーの国費をコンゴ統治に使ってはならない」という条件のもとにレオポルド2世のコンゴ統治を承認した。
レオポルド2世はベルギー本国では立憲君主として憲法上の縛りがあるが、私領であるコンゴではそのような権力の制限は一切なく、専制君主として君臨した。コンゴ統治を委ねられた直後のレオポルド2世は巨額の私費や国内外の投資家の投資を募ってコンゴの近代化を推進した。ベルギー本国の75倍もの国土があり、かつジャングルや山岳のせいで踏破が困難なコンゴの地にマタディ・レオポルドヴィル鉄道をはじめとする近代的な鉄道網を敷設した。
また、他の列強とも協力の上で要塞を建設し、黒人を捕らえて売却しようと企むアラブ人奴隷商人の取り締まりを強化した。レオポルド2世はこうした活動のために私財のほとんどをつぎ込んでおり、自らの生活も切り詰めなければならないほどだった。
だが、まもなくレオポルド2世は利益の回収を最優先にするようになった。1891年と1892年の勅令によって最も収入が期待できる象牙と天然ゴムを自分の独占事業にし、とりわけ1890年代半ばから急速に需要が高まっていた天然ゴム採取を急がせた。1893年まで250トン足らずだった天然ゴム生産量を1901年には6000トンにまで高めさせた。しかし、それは先住民の過酷な労働の上に成り立っていた。最も重要な資源である天然ゴムにはノルマ制が設けられ、生産量が足りない場合には手足切断などの罰が加えられた。過酷な圧政によってコンゴの人口は1885年にコンゴ自由国が建設された時点（3000万人）と比べて70%減少し、900万人まで減少したといわれる。こうした残虐行為を行っていたのはレオポルド2世の私軍である公安軍だった。この部隊は士官は白人だが、兵士はナイジェリアや西アフリカ諸国の黒人を中心に構成されていた。
イギリス・ローデシア植民地のセシル・ローズが進出してくる懸念から、コンゴ南部のカタンガ進出にも力を入れた。
一方、イギリス植民地省はコンゴ自由国内における残虐行為の報告を集めていた。また、コンゴに滞在する宣教師もそうした報告を『タイムズ』紙をはじめとする新聞に公表するようになり、ヨーロッパ中でレオポルド2世への批判が強まっていった。1903年にはイギリス下院が「コンゴ自由国はベルリン条約に違反して先住民に対して過酷な圧政を行っている」と批判する決議を出している。エドモンド・モレルの『赤いゴム』、マーク・トウェインの『レオポルド王の独白』など、レオポルド2世批判の著作も続々と出版された。
もっともこうした報告には誇張やデマなどの類も多かったという。こうした批判が始まった背景には、イギリスをはじめとした各国政府や資本家がレオポルド2世の中世じみた恣意的な統治を嫌い、より合理的な近代植民地統治に置き換えたがっていたことがある。したがって必ずしもベルギーからコンゴを奪い取ろうと意図されたものではなく、むしろコンゴをレオポルド2世の私領からベルギー国家の植民地に転換させて責任を持った統治をさせる意図があった。
だが、レオポルド2世はこうした批判についてイギリスの陰謀と疑っていた。コンゴ統治にほとんど関心を持たなかったベルギー国民も突然始まったレオポルド2世批判キャンペーンに疑念を持ち「イギリス人はボーア戦争でボーア人から財産を奪い、次はコンゴを狙っている」と批判する者が多かった。
イギリスに付け入る隙を与えないため、レオポルド2世はコンゴ植民地大臣エドモン・ヴァン・エトヴァルド男爵に対して「本当に残虐行為が行われているならば止めなければならない。そうした残虐行為が続くならコンゴ自由国の崩壊を招く」と語り、先住民保護委員会を組織させた。同委員会は調査権に様々な制限が加えられていたため、大きな成果は挙げられなかったが、一応、強制労働の緩和、先住民部族に一定の自治権を認めるなどの改革が行われるきっかけにはなった。
それでも収まらない国際的批判に耐えかねたベルギー政府は、レオポルド2世がコンゴの状況を改善できないなら、コンゴを国王の私領からベルギー国家の植民地へ転換させるべきであると主張し、1906年に議会にそれを諮った。一方、レオポルド2世は「（コンゴ自由国は）私の個人的な努力の結晶である。（略）コンゴ併合を要求する者たちは支配体制を変えることで今進行している事業を妨害し、その残骸から利益を漁ろうとしている者たちである」と批判し、コンゴをベルギー国家に譲ることを拒否した。
しかし、ベルギー議会はレオポルド2世にコンゴを手放すよう決議した。イギリスやアメリカなど国外からの批判も相変わらず激しく、レオポルド2世もついにコンゴ個人領有を諦めた。1908年10月18日にベルギー国家にコンゴを譲渡する旨の文書に署名している。
この後、ベルギー議会の決議によって手首切断などの中世まがいの残虐刑は禁止され、近代的植民地統治が行われるようになり、レオポルド2世を介さずに資本家に直接利益が入るようになった。強制労働は温存されたものの、他国の植民地支配と比して特別に異質なものではなくなっていった。
- レオポルド2世による私的統治やその後のベルギー政府による植民地統治によって整備されたコンゴ鉄道網
- 手を切り落とされたコンゴ人たち
- レオポルド2世に締めあげられるコンゴ人を風刺した『パンチ誌』の絵

### 崩御
レオポルド2世の望みどおり、コンゴを保有したベルギーは列強の一国に数えられるようになったが、レオポルド2世自身の名声はコンゴ統治のため地に堕ちた。妃や娘にまで疎んじられるようになったという。
壮年期に長男レオポルドを水難事故で失い、以降も後継者の男児に恵まれなかった王妃や家族との疎遠のためか、1900年頃からブランシュ・ドラクロワと愛人関係になり、彼女との間に私生児の男子を2人儲けている。だがこの愛人関係も国民の批判の的となり、レオポルド2世の人望はさらに低下した。
1909年12月初め、腸閉塞で重体となった。王妃には1902年に先立たれており、崩御の時期を悟ったレオポルド2世はカトリック司祭を召集して愛人ブランシュとの結婚を強行した。その結婚から数日後、ブランシュが見守る中、74歳で崩御した。しかしベルギーの法律ではこの結婚は無効とみなされており、ブランシュはレオポルド2世の崩御後ただちに宮廷を追われている。
王位は弟フランドル伯爵フィリップの子アルベール1世が継いだ。
レオポルド2世は自身の葬儀を簡素なものにとどめ、また葬列も省略するよう遺言していた。しかし伯父から甥へという微妙な王位継承であったので、先王を粗末に扱ったという批判が起こるのを恐れたアルベール1世は盛大な国葬を挙行させた。だが、そのころには公私にわたるスキャンダルのせいで国民からほとんど敬意を持たれていなかったレオポルド2世の葬列は群衆のブーイングに晒され、中にはレオポルド2世の棺に唾を吐きかける者まであったという。
- レオポルド2世の崩御
- レオポルド2世の葬列
- 王立中央アフリカ博物館にあるレオポルド2世の胸像
- サンカントネール博物館（英語版）にあるレオポルド2世の騎馬像

2020年、後述するレオポルド2世への歴史的非難を受け、国王フィリップは、コンゴのフェリックス・チセケディ大統領に書簡を送り、かつての植民地支配について「遺憾の極み」を伝えた。

## 人物像

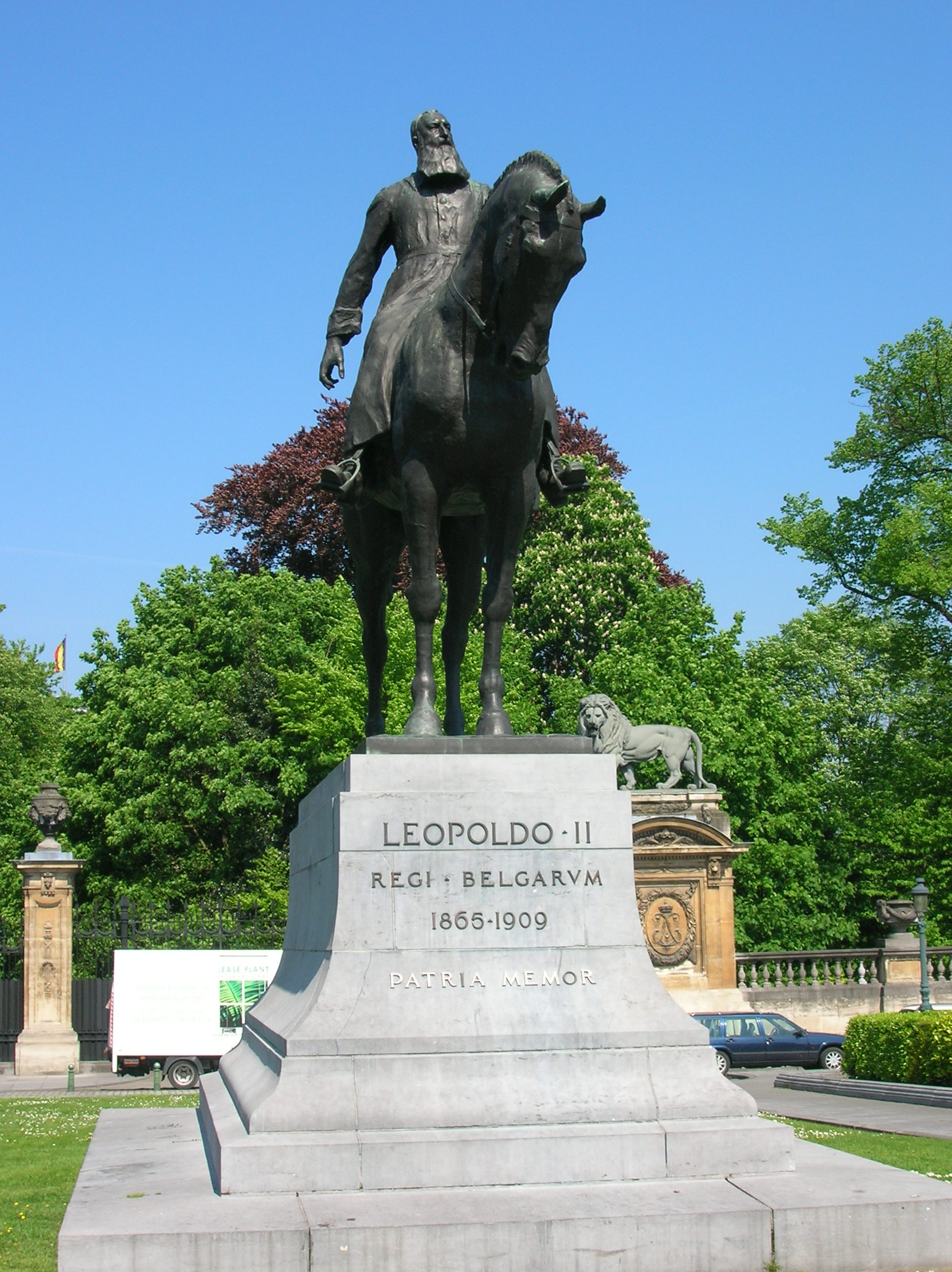
ブリュッセルにあるレオポルド2世の銅像（2008年撮影）

コンゴ統治で悪名を馳せ「ヨーロッパ最悪の宗主」と呼ばれた。しかし本来は野蛮な行為を嫌う人物であり、黒人に暴力を振るわないよう地元行政官に度々命令を下していた。だが、そうした暴力が振るわれる原因が彼自身の天然ゴム生産率へのこだわりにあることは認めようとしないというナイーブな「慈善家」であった。
健康にこだわりがあり、顎鬚を雨から守るための特別製のカバーを作らせていた。また、病人が自分に近づいてくることを極度に嫌がり、侍従が風邪を引けば回復するまで宮廷への出仕を禁じた。侍従たちの間ではレオポルド2世のこうした性格を利用して仮病で休暇を取ることが流行ったという。
フランツ・シュレーカーのオペラ《ヘントの鍛冶屋》（Der Schmied von Gent ；
初演：1932年、ベルリン）は2019年以降「ベルリン出身の若き鬼才、エルザンン・モンターク」の演出によりオペラ・バレエ・フランダレン（Opera Ballet Vlaanderen）で上演されたが、「物語の中心人物である鍛冶屋の親方スメーの位置に」レオポルド2世を組み込み、「ベルギー帝国主義時代のコンゴに対する負の歴史を可視化し、ともすると忘れられがちな植民地時代の記憶を積極的に人々に顕わにしていくものとなっていた」。

## 銅像
レオポルド2世の銅像はベルギー国内に多数存在しているが、人権保護団体が過去の圧政を理由に像の撤去を訴えてきた経緯がある。2020年6月、アメリカ合衆国で発生した反人種差別デモがベルギーにも波及。アントワープ市内にあったレオポルド2世の像が襲撃を受け、放火された上に塗料が掛けられる事態となった。アントワープ市は、同月9日に像を撤去、修復の上、市内の博物館に収蔵する方針を発表した。

## 系譜
| レオポルド2世 | 父: レオポルド1世 (ベルギー王) | 祖父: フランツ                      | 曽祖父: エルンスト・フリードリヒ (ザクセン＝コーブルク＝ザールフェルト公) |
| レオポルド2世 | 父: レオポルド1世 (ベルギー王) | 祖父: フランツ                      | 曽祖母: ゾフィー・アントイネッテ                                          |
| レオポルド2世 | 父: レオポルド1世 (ベルギー王) | 祖母: アウグステ                    | 曽祖父: ハインリヒ24世 (ロイス＝エーベルスドルフ伯)                       |
| レオポルド2世 | 父: レオポルド1世 (ベルギー王) | 祖母: アウグステ                    | 曽祖母: カロリーネ (エルバッハ＝シェーンベルク侯女)                       |
| レオポルド2世 | 母: ルイーズ＝マリー           | 祖父: ルイ・フィリップ (フランス王) | 曽祖父: ルイ・フィリップ2世 (オルレアン公)                                |
| レオポルド2世 | 母: ルイーズ＝マリー           | 祖父: ルイ・フィリップ (フランス王) | 曽祖母: ルイーズ・マリー                                                  |
| レオポルド2世 | 母: ルイーズ＝マリー           | 祖母: マリー・アメリー              | 曽祖父: フェルディナンド1世 (両シチリア王)                                |
| レオポルド2世 | 母: ルイーズ＝マリー           | 祖母: マリー・アメリー              | 曽祖母: マリア・カロリーナ                                                |

## 家族
1853年にオーストリア大公女マリー＝アンリエットと結婚し、1男3女を儲けた。
- ルイーズ（1858年 - 1924年） ザクセン＝コーブルク＝ゴータ公子フィリップ妃
- レオポルド（1859年 - 1869年） ブラバント公爵
- ステファニー（1864年 - 1945年） オーストリア皇太子ルドルフ妃
- クレマンティーヌ（1872年 - 1955年） ナポレオン・ヴィクトル・ボナパルト夫人

## 登場作品
テレビドラマ
- 『青天を衝け』（NHK大河ドラマ、2021年、演：アルノ・ルギャル）